# 2014 SP363
2014 SP363 est un objet transneptunien dont l'orbite le classe comme objet épars, de magnitude absolue 6,26. Son diamètre est estimé à plus de 210 kilomètres.